# Nueva Vía
Nueva Vía (en français : « Nouvelle Voie ») est un courant réformateur créé au sein du Parti socialiste ouvrier espagnol (PSOE) dans la perspective du XXXVe congrès fédéral.
Il porte la candidature au secrétariat général de José Luis Rodríguez Zapatero, qui l'emporte le 23 juillet 2000 avec neuf voix d'avance sur José Bono. Le groupe, qui rassemble notamment Trinidad Jiménez, Jesús Caldera, Jordi Sevilla, José Blanco et Carme Chacón, disparaît peu après.